# Bedrijfsnetwerk
Een bedrijfsnetwerk is een computernetwerk en/of een telefoonnetwerk dat gebruikt wordt door een bedrijf of organisatie ten behoeve van de interne elektronische communicatie. Een bedrijfsnetwerk kan bestaan uit een inpandig LAN en een WAN dat bedrijfsvestigingen met elkaar verbindt. Een bedrijfsnetwerk kan gebruikt worden om een koppeling te maken met datacenter, het internet en het faciliteren van cloudcomputing.

## Toepassingen
Een bedrijfsnetwerk wordt in de regel toegepast als:
- Computernetwerk ten behoeve van de kantoorautomatisering
- Bedrijfstelefonie (VoIP)
- Intranet
- Extranet
- Aansluiting van thuiswerkers.

## Techniek
Veel toegepaste techniek voor bedrijfsnetwerken:
- DSL
- VPN
- Glasvezel
- Ethernet